# Automatic Test Equipment
Automatic Test Equipment (ATE) ist ein allgemeiner Begriff für messtechnische Apparaturen, die von der Chip- und Elektronik-Industrie während der Produktion zum Testen benutzt werden.
Getestet werden beispielsweise
- Integrierte Schaltungen im Wafer- oder Chip- und Modul-Test
- analoge Bauteile im eingelöteten Zustand
- Leiterplatten.

ATEs führen folgende Tests durch:
- marginales Testen, beispielsweise ob der Baustein beim Anlegen von elektrischen Signalen in irgendeiner Weise reagiert, Kontakttest
- Parametertest: Messen von Parametern wie Widerstand, Kapazität, Durchlassspannung, Leckstrom, minimale Versorgungsspannung, Geschwindigkeit versus Versorgungsspannung, maximal erreichbare Geschwindigkeit
- Funktionstest: Messen der kompletten Funktion des Bausteins (logische Operationen, Schreiben und Lesen von Speicherchips).

## Aufbau
Das ATE muss eine dem Testobjekt (Device Under Test, DUT) angepasste Kontaktiervorrichtung besitzen, z. B.
- für Wafertests: Nadelkarten
- für Chip- und Modultests: Sockel
- für Leiterplattentests: gefederte Kontaktstiftadaptierungen oder Starrnadeladapter.

Die elektrischen Testsignale werden von der Testelektronik (Testmuster-Generator, Pin-Elektronik, Signal-Formatter) erzeugt, dem DUT zugeführt und dessen Antwortsignale in einem Komparator mit den erwarteten Signalen einer fehlerfreien Baugruppe verglichen. Weicht das Antwortsignal vom erwarteten Signal ab, so wird das DUT als fehlerhaft markiert und ausgesondert.

## Anforderungen
Da das ATE in seiner Leistungsfähigkeit den zu testenden Produkten überlegen sein muss, sind die Geräte meist sehr teuer und haben einen relativ hohen Anteil an den Produktionskosten, bis zu 30 % bei sehr komplexen Bauteilen. Der Trend geht deshalb zu immer höherer Parallelität (gleichzeitiges Testen vieler Bauteile) und höherer Geschwindigkeit mit Taktfrequenzen im GHz-Bereich.
Bei digitalen Schaltungen, die Flipflops und/oder RAM-Speicher enthalten, ergibt sich für das ATE das Problem, dass die inneren Zustände nicht direkt ausgelesen oder verändert werden können. Aktuelle Bausteine höherer Komplexität (Mikrocontroller, PLDs) etc. haben daher separate Testschaltungen eingebaut, mit deren Hilfe über eine separate Diagnoseschnittstelle, den JTAG-Bus, die internen Zustände beobachtet und geändert werden können (siehe auch Boundary Scan Test).
Das Testen von komplexen Systemen, z. B. System on a Chip- und mixed signal-Bauelementen (MSIC), mit sehr unterschiedlichen Signalen (analog, digital) bei sehr hohen Frequenzen ist derzeit die größte Herausforderung für die ATE-Hersteller.
Zusätzlich werden Funktionen der ATEs als Built-in self-test-Einheiten (BIST) in die zu testenden Bauteile verlagert. Das verringert die Kosten für ATEs und reduziert Störungen durch Leitungen/Kontaktiervorrichtungen zwischen ATE und zu testendem Bauteil.